# Ghosts 'n' Stuff
Ghosts 'n' Stuff è un singolo realizzato dal produttore discografico canadese deadmau5, in collaborazione con il cantautore Rob Swire; secondo estratto dal quarto album in studio di Zimmerman For Lack of a Better Name.

## Video musicale
Un video musicale per promuovere il singolo è stato pubblicato e diretto da Colin O'Toole. È stato girato a Toronto, Canada. La clip inizia come deadmau5 senza la maschera e viene portato in un ospedale, ma muore pochi minuti dopo l'arrivo. Egli è poi ripreso come un fantasma, e tenta di passare attraverso le pareti, ma scopre che non può. Egli lascia l'ospedale e vaga in città, ottenendo un tatuaggio di un alieno Space Invader, e l'esecuzione in una banda di altri fantasmi. Dopo un viaggio sgradevole per un ristorante e una lavanderia, deadmau5 frequenta un rave con più persone anche in costume. Alla festa, qualcuno indossa una maschera di deadmau5, se la tira fuori e deadmau5 ritorna in ospedale risvegliandosi in lui. Il tatuaggio Space Invader, che ha ottenuto come fantasma gli rimane sul collo.

## Storia
Joel Zimmerman e Rob Swire si erano casualmente incontrati nel backstage di diversi festival e hanno accettato di collaborare assieme.
La canzone è stata realizzata appositamente per la Pete Tong's BBC Radio 1 Essential Selection,andata in onda il 10 ottobre 2008. Deadmau5 è stato ospite dello show insieme a Steve Angello (i due, con Tong, stavano suonando in un live set a Manchester, in Inghilterra quella notte). Nella settimana che porta allo spettacolo, Tong ha chiesto a deadmau5 di creare qualcosa di nuovo per il suo aspetto. Al marchio 81:03, Deadmau5 afferma che la canzone era originariamente intitolata "Hotel", perché egli l'ha fatto per lo show Tong durante il soggiorno nel suo albergo. Egli afferma anche che la canzone era appena finita e che l'avrebbe chiamata "Ghosts 'n' Stuff". "Ghosts 'n' Stuff" ha ottenuto la seconda posizione della lista delle migliori canzoni del 2009. Deadmau5 ha suonato per la prima volta questa canzone dal vivo al Hard Haunted Mansion 2008 a Los Angeles, California.

## Recensioni e riconoscimenti
La canzone ha raggiunto la posizione numero 12 nel Regno Unito nella settimana Official Singles Chart inizio 4 ottobre 2009. Ma ha dato anche al numero 96 nel Triple J Hottest 100, 2009. Negli Stati Uniti, Stuff 'n' Ghosts ricevuto l'esposizione da un utilizzo in spettacoli televisivi come Crew America's Best Dance e airplay radiofonico pesante. In il 15 maggio 2010 numero di Billboard, la pista raggiunto il numero uno sulla tabella Hot Dance della rivista Airplay dopo 24 settimane di creazione di grafici, rendendo così il singolo più lunga salita al numero uno sempre sulla carta, così come il primo singolo raggiungere la vetta dopo che era caduto fuori, poi tornò a, il grafico.
La canzone è apparsa in Need for Speed: Shift, Test Drive Unlimited 2 e DJ Hero 2. A deadmau5 avatar giocabile era disponibile in DJ Hero 2 giocabile insieme a un mash-up del brano e Lady Gaga "Just Dance" con Colby O'Donis. La canzone inoltre è stato descritto sulla versione 2009 della compilation chart UK top 74 Now! e nel 2010 la commedia Get Him al greco. La canzone è stata descritta durante un episodio della serie NBC Chuck, nell'episodio "Chuck Versus the First Fight" durante una scena di lotta su un aereo. La canzone inoltre è stato descritto nella serie della CBS CSI: Crime Scene Investigation, nell'episodio "Ghost Town", presso l'introduzione.
Un remix della canzone è parte della colonna sonora del documentario snowboard The Art of Flight, un film realizzato in collaborazione con la stessa squadra dietro 'Ecco fatto, tutto qui, anche John Jackson, Mark Landvik e Jeremy Jones. Durante la stagione 2011, New York Yankees outfielder Nick Swisher utilizzato la canzone come suo walk-up tema. Il video musicale per la canzone è stata descritta in "Drones", un episodio della stagione 2011 di Beavis and Butthead ed è particolarmente notevole per il loro commento anche un riferimento a Daria. Questo video è stato mostrato nell'ultima stagione di Beavis and Butt-head. La canzone senza la parte vocale eseguita da Rob Swire è il sottofondo musicale dello spot pubblicitario di PlayStation Move del 2011.

## Tracce
1. "Ghosts 'n' Stuff" (Radio Edit) - 3:15
2. "Ghosts 'n' Stuff" (Extended Version) - 5:27
3. "Moar Ghosts 'n' Stuff" (Original Mix) - 4:57
4. "Ghosts 'n' Stuff" (Nero Remix) - 6:55
5. "Ghosts 'n' Stuff" (Sub Focus Remix) - 4:26
6. "Ghosts 'n' Stuff" (Original Instrumental Mix) - 6:10

## Classifiche
| Classifica (2009)                | Posizione massima |
| -------------------------------- | ----------------- |
| Billboard Canadian Hot 100       | 53                |
| U.S. Billboard Hot Dance Airplay | 1                 |
| Triple J Hottest 100             | 96                |